# Carex cespitosa
Carex cespitosa es una especie perenne de planta herbácea de la familia Cyperaceae.

## Descripción
La especie es capaz de hibridarse con la común (Carex nigra) para producir una planta de 20 a 50 cm de altura que florece de mayo a junio.

## Distribución y hábitat
La especie se puede encontrar en todos los países de Escandinavia, así como partes centrales de Europa, excluyendo Gran Bretaña.
- La famosa pintura de John Bauer, la Princesa Tuvstarr ha tomado su nombre después de que el pintor sueco pintara esta planta.

## Taxonomía
Carex cespitosa fue descrita por Carlos Linneo y publicado en Species Plantarum 978. 1753.
Etimología
Ver: Carex
cespitosa; epíteto latino que significa "cespitosa".
Sinonimia
- Limivasculum cespitosum (L.) Fedde & J.Schust.
- Neskiza cespitosa (L.) Raf.
- Vignea cespitosa (L.) Rchb.[3][4][5]